# Maruia Springs
Maruia Springs ist ein Wellness-Park im Buller District der Region West Coast auf der Südinsel von Neuseeland.

## Geographie
Maruia Springs befindet sich rund 5 km westlich des Lewis Pass zwischen den Ufern des Maruia River und dem New Zealand State Highway 7, über den der Wellness-Park zu erreichen ist. Der nächstgrößere Ort ist Reefton, rund 48 km nordwestlich der Quellen.

## Thermalbad
Maruia Springs ist ein Thermalbad. Das Natriumborat enthaltende Heilwasser wird von Thermalquellen am Nordufer des Flusses über Leitungen in mehrere Schwimmbecken des Parks geleitet und auf Temperaturen zwischen 36 und 42 °C gehalten. Auch Badhäuser und Unterkünfte für die Kurgäste sind in der Anlage vorhanden.

## Geschichte
Das Gebiet war schon vor Ankunft der europäischen Siedler durch Māori besiedelt. Einer der traditionellen Handelswege für den Schmuckstein Pounamu führte hier entlang, der Fluss war wegen der hier vorkommenden Aale und Wekarallen eine wichtige Nahrungsquelle und Gegenstand von Auseinandersetzungen.